# Sibiřská státní letecko-kosmická univerzita
Sibiřská státní letecko-kosmická univerzita akademika M. F. Rešetněva (rusky Сибирский государственный аэрокосмический университет имени академика М. Ф. Решетнёва, СибГАУ) je jednou z univerzit v Rusku. Sídlí v Krasnojarsku, připravuje vysoce kvalifikované odborníky v oblasti letectví a kosmonautiky. Na výzkumu a vývoji spolupracuje zejména s Krasnojarským strojírenským závodem (Krasmaš), společností Informační družicové systémy akademika Rešetněva a Krasnojarskými aeroliniemi.
Univerzita byla založena v roce 1960 při Krasmaši pod názvem „Závod-vtuz – pobočka Krasnojarského polytechnického institutu“ (Завод-втуз - филиал Красноярского политехнического института; vtuz je zkratka z vysoká technická škola, высшее техническое учебное заведение). Na škole se vzdělávali specialisté na kosmické a letecké strojírenství aniž by opustili svou práci. Roku 1989 školní závod získal samostatnost jako „Krasnojarský institut kosmické techniky – závod-vtuz“ (Красноярский институт космической техники - завод-втуз). Od roku 1992 škola nesla název „Sibiřská letecko-kosmická akademie“ (Сибирская аэрокосмическая академия, САА), roku 2002 byla přejmenována na „Sibiřskou státní letecko-kosmickou univerzitu akademika M. F. Rešetněva“ (Сибирский государственный аэрокосмический университет имени академика М. Ф. Решетнёва, СибГАУ)